# 桓典
桓典（？—201年），字公雅，沛國龍亢人，東漢官員，太傅桓焉之孫，桓順之子。

## 生平
桓典12歲時就喪父母，由叔母養育成人，因此他侍奉叔母猶如父母。桓典自少重視德行，不收取別人的東西，即使是父祖的門生故吏慰問贈施，他都一概不肯接受。長大後於穎川教授《尚書》，門徒達數百人。後來桓典舉孝廉為郎官，沛國相王吉因罪被誅，他的故人親戚都不敢為其赴喪，唯獨桓典棄官收葬王吉，並為他服喪三年，堆土築墳，建立祠堂，盡過子民之禮方才離去。
後來桓典受司徒袁隗所辟，拜任侍御史。當時朝中宦官秉權，桓典執政處事卻對他們毫不畏忌。桓典經常騎著一匹青驄馬，洛陽官吏都對他感到畏忌，更有「行行且止，避驄馬御史」之語流傳。滎陽爆發黃巾之亂，桓典奉命督軍，破黃巾後凱旋回朝，卻因觸忤宦官，而不獲封賞。桓典任御史之職達七年，均未獲調升，不久更被貶為郎官。
漢靈帝駕崩後，大將軍何進秉政，桓典便與他同謀商議對付宦官，遷任平津都尉、鉤盾令、羽林中郎將。漢獻帝即位後，三公上奏指桓典曾與何進謀誅宦官，雖不成功，但卻足見忠義。於是獻帝下詔拜桓典家中一人為郎官，又賜錢二十萬。桓典隨駕入長安時，官拜御史中丞，賜爵關內侯。曹操迎獻帝幸許都，桓典又遷光祿勳。後於建安六年（公元201年）逝世。

## 轶事
骢马御史：后汉桓典为侍御史，直言无所忌讳。常乘白马，京师惮之，为语曰：“行行且止，避骢马御史。”